# Kilju

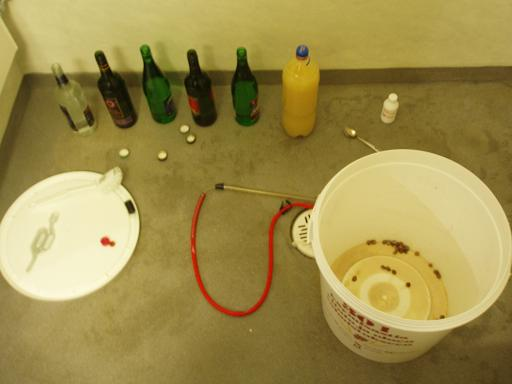
Verschiedene Geräte zur Herstellung von Kilju.

Kilju ist ein finnisches hausgemachtes Alkoholgetränk. Seine Rohstoffe sind Hefe, Zucker und Wasser. Kilju wird hauptsächlich wegen seines Alkoholgehaltes genossen, weil seine Herstellung Aufmerksamkeit fordert und das Endprodukt im Allgemeinen qualitativ schlecht ist.
Laut Gesetz war es in Finnland bis 2018 illegal, Kilju herzustellen, wenn nur Zucker in dem Prozess benutzt wird. Diese Regulierung konnte man jedoch umgehen, denn die Verwendung von Früchten oder Beeren während der Fermentation macht das Produkt gesetzlich zu einer Art Wein.
Sein einfacher Herstellungsprozess und niedrige Kosten machen Kilju zu einem populären Getränk bei Studenten oder Alkoholsüchtigen. 